# Tour of Qatar 2007
Tour of Qatar 2007 – 6. edycja wyścigu kolarskiego Tour du Qatar, która odbyła się w dniach 28 stycznia – 2 lutego 2007 roku. Trasa liczyła sześć etapów (łącznie 715 km). Zwycięzcą został belgijski kolarz Wilfried Cretskens z grupy Quick Step. Wyścig ten zaliczany był do kalendarza zawodów UCI Asia Tour 2006/2007 i otrzymał kategorię 2.1. Na liście startowej znalazło się 17 teamów kolarskich. 

## Etapy
| Etap   | Data        | Etap                                 | Długość etapu w km | Zwycięzca etapu   | Lider klasyfikacji generalnej |
| Etap 1 | 28 stycznia | Doha (drużynowy)                     | 6                  | Quick Step        | Tom Boonen                    |
| Etap 2 | 29 stycznia | Al Wakra-Katarski Komitet Olimpijski | 135                | Tom Boonen        | Tom Boonen                    |
| Etap 3 | 30 stycznia | Doha-Stadion Międzynarodowy Chalifa  | 140                | Tom Boonen        | Tom Boonen                    |
| etap 4 | 31 stycznia | Camelodrome-Doha Golf Club           | 140                | Tom Boonen        | Tom Boonen                    |
| Etap 5 | 1 lutego    | az-Zubāra-Musajid                    | 160                | Greg Van Avermaet | Wilfried Cretskens            |
| Etap 6 | 2 lutego    | Sealine Beach Resort-Doha            | 134                | Tom Boonen        | Wilfried Cretskens            |

### Etap 1 (Doha: 6 km;jazda drużynowa na czas)
| Miejsce | Grupa kolarska   | Czas       |
| ------- | ---------------- | ---------- |
| 1       | Quick Step       | 6:33 min.  |
| 2       | Team Milram      | +0:05 sek. |
| 3       | Liquigas         | +0:07 sek. |
| 4       | Predictor-Lotto  | +0:09 sek. |
| 5       | T-Mobile Team    | +0:11 sek. |
| 6       | AG2R Prévoyance  | +0:11 sek. |
| 7       | Team Astana      | +0:13 sek. |
| 8       | Rabobank         | +0:14 sek. |
| 9       | Saunier Duval    | +0:14 sek. |
| 10      | Bouygues Telecom | +0:16 sek. |

### Etap 2 (Al Wakra–Komitet Olimpijski Kataru: 135 km)
| Miejsce | Zawodnik                             | Czas          |
| ------- | ------------------------------------ | ------------- |
| 1       | Tom Boonen (Quick Step)              | 3:01:50 godz. |
| 2       | Alessandro Petacchi (Team Milram)    | ?             |
| 3       | Jean-Patrick Nazon (AG2R Prévoyance) | ?             |
| 4       | Kenny van Hummel (Skil–Shimano)      | ?             |
| 5       | Francesco Chicchi (Liquigas)         | ?             |
| 6       | Lloyd Mondory (AG2R Prévoyance)      | ?             |
| 7       | Aurélien Clerc (Bouygues Telecom)    | ?             |
| 8       | Francisco Ventoso (Saunier Duval)    | ?             |
| 9       | Luciano Pagliarini (Saunier Duval)   | ?             |
| 10      | Robert Förster (Team Gerolsteiner)   | ?             |

### Etap 3 (Doha –Stadion Międzynarodowy Chalifa: 140 km)
| Miejsce | Zawodnik                           | Czas          |
| ------- | ---------------------------------- | ------------- |
| 1       | Tom Boonen (Quick Step)            | 3:25:06 godz. |
| 2       | Alessandro Petacchi (Team Milram)  | ?             |
| 3       | Bernhard Eisel (T-Mobile Team)     | ?             |
| 4       | Aurélien Clerc (Bouygues Telecom)  | ?             |
| 5       | Stefano Zanini (Predictor-Lotto)   | ?             |
| 6       | Graeme Brown (Rabobank)            | ?             |
| 7       | René Haselbacher (Team Astana)     | ?             |
| 8       | Greg Henderson (T-Mobile Team)     | ?             |
| 9       | Linas Balciunas (Agritubel)        | ?             |
| 10      | Robert Förster (Team Gerolsteiner) | ?             |

### Etap 4 (Camelodrome – Doha Golf Club: 140 km)
| Miejsce | Zawodnik                            | Czas          |
| ------- | ----------------------------------- | ------------- |
| 1       | Tom Boonen (Quick Step)             | 2:54:54 godz. |
| 2       | Graeme Brown (Rabobank)             | ?             |
| 3       | Murilo Fischer (Liquigas)           | ?             |
| 4       | Lloyd Mondory (AG2R Prévoyance)     | ?             |
| 5       | Francisco Ventoso (Saunier Duval)   | ?             |
| 6       | Aart Vierhouten (Skil–Shimano)      | ?             |
| 7       | Bernhard Eisel (T-Mobile Team)      | ?             |
| 8       | Piet Rooijakkers (Skil–Shimano)     | ?             |
| 9       | Alexandre Pichot (Bouygues Telecom) | ?             |
| 10      | Greg Henderson (T-Mobile Team)      | ?             |

### Etap 5 (az-Zubāra–Musajid: 160 km)
| Miejsce | Zawodnik                              | Czas          |
| ------- | ------------------------------------- | ------------- |
| 1       | Greg Van Avermaet (Predictor - Lotto) | 3:26:13 godz. |
| 2       | Marcel Sieberg (Team Milram)          | ?             |
| 3       | Stéphane Poulhiès (AG2R Prévoyance)   | ?             |
| 4       | Erki Pütsep (Bouygues Telecom)        | ?             |
| 5       | Wilfried Cretskens (Quick Step)       | ?             |
| 6       | Mauro Da Dalto (Liquigas)             | ?             |
| 7       | Kim Kirchen (T-Mobile Team)           | ?             |
| 8       | Alaksandr Kuczynski (Liquigas)        | ?             |
| 9       | Sven Krauß (Team Gerolsteiner)        | ?             |
| 10      | Maarten Tjallingii (Skil–Shimano)     | ?             |

### Etap 6 (Sealine Beach Resort – Doha: 134 km)
| Miejsce | Zawodnik                                                             | Czas          |
| ------- | -------------------------------------------------------------------- | ------------- |
| 1       | Tom Boonen (Quick Step)                                              | 2:56:17 godz. |
| 2       | Alessandro Petacchi (Team Milram)                                    | ?             |
| 3       | Graeme Brown (Rabobank)                                              | ?             |
| 4       | Rene Haselbacher (Team Astana)                                       | ?             |
| 5       | Francesco Chicchi (Liquigas)                                         | ?             |
| 6       | Greg Van Avermaet (Predictor-Lotto)                                  | ?             |
| 7       | Kenny van Hummel (Skil–Shimano)                                      | ?             |
| 8       | Rieno Stofferis (Team Murphy & Gunn-Newlyn-M.Donnelly-Sean Kelly Te) | ?             |
| 9       | Lloyd Mondory (AG2R Prévoyance)                                      | ?             |
| 10      | Romain Feillu (Agritubel)                                            | ?             |

## Klasyfikacja generalna
| Miejsce | Zawodnik                            | Czas           |
| ------- | ----------------------------------- | -------------- |
| 1       | Wilfried Cretskens (Quick Step)     | 15:50:58 godz. |
| 2       | Tom Boonen (Quick Step)             | +2:09 min.     |
| 3       | Steven De Jongh (Quick Step)        | +2:44 min.     |
| 4       | Bernhard Eisel (T-Mobile Team)      | +2:52 min.     |
| 5       | Greg Henderson (T-Mobile Team)      | +3:01 min.     |
| 6       | Andreas Klier (T-Mobile Team)       | +3:08 min.     |
| 7       | Leif Hoste (Predictor - Lotto)      | +3:09 min.     |
| 8       | Alexandre Pichot (Bouygues Telecom) | +3:11 min.     |
| 9       | Mathew Hayman (Rabobank)            | +3:30 min.     |
| 10      | Servais Knaven (T-Mobile Team)      | +3:44 min.     |

### Klasyfikacja punktowa
| Miejsce | Zawodnik                              | Punkty |
| ------- | ------------------------------------- | ------ |
| 1       | Tom Boonen (Quick Step)               | 122    |
| 2       | Alessandro Petacchi (Team Milram)     | 81     |
| 3       | Lloyd Mondory (AG2R Prévoyance)       | 60     |
| 4       | Greg Van Avermaet (Predictor - Lotto) | 52     |
| 5       | Aurélien Clerc (Bouygues Telecom)     | 52     |
| 6       | Bernhard Eisel (T-Mobile Team)        | 51     |
| 7       | Francesco Chicchi (Liquigas)          | 50     |
| 8       | Kenny Van Hummel (Skil–Shimano)       | 50     |
| 9       | Graeme Brown (Rabobank)               | 41     |
| 10      | Rene Haselbacher (Team Astana)        | 40     |

### Klasyfikacja młodzieżowa (Biała koszulka)
| Miejsce | Zawodnik                                               | Czas           |
| ------- | ------------------------------------------------------ | -------------- |
| 1       | Alexandre Pichot (Bouygues Telecom)                    | 15:54:09 godz. |
| 2       | Lloyd Mondory (AG2R Prévoyance)                        | +0:53 sek.     |
| 3       | Francisco Ventoso (Saunier Duval)                      | +0:58 sek.     |
| 4       | Michael Schär (Team Astana)                            | +1:47 min.     |
| 5       | Nick Ingels (Predictor - Lotto)                        | +4:53 min.     |
| 6       | Koen De Kort (Team Astana)                             | +5:02 min.     |
| 7       | Marcus Burghardt (T-Mobile Team)                       | +5:21 min.     |
| 8       | Wołodymyr Diudia (Team Milram)                         | +6:39 min.     |
| 9       | Kenny Van Hummel (Skil–Shimano)                        | +8:14 min.     |
| 10      | Kenny Dehaes (Chocolade Jacques / Topsport Vlaanderen) | +10:19 min.    |

### Klasyfikacja drużynowa
| Miejsce | Grupa kolarska    | Czas           |
| ------- | ----------------- | -------------- |
| 1       | Quick Step        | 47:25:26 godz. |
| 2       | T-Mobile Team     | +0:06 sek.     |
| 3       | Rabobank          | +4:31 min.     |
| 4       | Skil–Shimano      | +7:48 min.     |
| 5       | Liquigas          | +7:57 min.     |
| 6       | Team Astana       | +9:27 min.     |
| 7       | Predictor - Lotto | +10:21 min.    |
| 8       | AG2R Prévoyance   | +11:31 min.    |
| 9       | Bouygues Telecom  | +11:45 min.    |
| 10      | Team Milram       | +15:44 min.    |